# Ендрю Карнеґі
Е́ндрю Ка́рнеґі (англ. Andrew Carnegie; 25 листопада 1835, Данфермлін — 11 серпня 1919, Ленокс) — американський підприємець, мультимільйонер. На початку ХХ століття — найбагатша людина у світі, також один з найбагатших людей усіх часів.

## Життєпис
У епоху промислової революції він був втіленням американської мрії. Карнеґі народився в Шотландії в 1835 році в сім'ї ткачів. У 1848 році він емігрував до США. Попрацювавши якийсь час кур'єром в Піттсбурзі, він влаштовується у відділення Пенсільванської залізниці, де швидко отримує відповідальну посаду. Під час Громадянської війни в США (1861—1865 рр.) він контролював залізничний транспорт військ Півночі. Після закінчення військових дій, він покинув відділення і збільшив свій статок, вклавши гроші в будівництво залізних мостів, що замінили дерев'яні конструкції. Пильно стежачи за технічним прогресом, він незабаром кинув це заняття для того, щоб присвятити себе виробництву сталі, ставши найбільшим металургійним магнатом у світі.
Ендрю Карнеґі не був типовим промисловцем, оскільки дозволяв своїм працівникам об'єднуватися в профспілки, водночас зобов'язуючи їх працювати в найважчих умовах. Будучи прихильником теорії соціального дарвінізму Герберта Спенсера, Карнеґі був переконаний, що більшість людей можуть збити свій статок при наявності необхідної освіти та старанності. При цьому він вважав за необхідне надання допомоги бідним багатими. Він особисто профінансував будівництво трьох тисяч громадських бібліотек, які передав органам місцевого самоврядування. Він також заснував Технологічний інститут у Піттсбурзі, який сьогодні називається «Університет Карнеґі — Меллона» (англ. Carnegie Mellon University). Приділяючи особливу увагу значущості міжнародного права в розв'язанні міжнаціональних конфліктів, Карнеґі також профінансував будівництво Палацу миру в Гаазі, де повинен був розміститися Міжнародний Арбітражний Суд.
У 1910 році з ініціативи короля металургії Ендрю Карнеґі створено Фонд міжнародного миру Карнегі (англ. Carnegie Endowment for International Peace — CEIP), який за одне сторіччя перетворився в один з найбагатших наукових центрів («англ. think-tank») у світі. Фонд в порядку спадкоємності очолювали колишні керівники секретних служб. Він органічно пов'язаний з багатьма транснаціональними компаніями, що дозволяє йому робити зовнішньополітичні дослідження і просувати політику «ліберальних» економік в Росії і Латинській Америці.

## Вислови Карнеґі й уривки з інтерв'ю
- Ендрю Карнеґі належить вислів «… людина, що помирає багатою, помирає в ганьбі» («англ. …the man who dies thus rich dies disgraced»).
- «Накопичення багатства — найгірший різновид ідолопоклонства. Ніякий більше ідол не має такої руйнівної сили, як поклоніння грошам».
- «Найкращим спадком для молодої людини є народження в бідності (бо стане стимулом для діяльності)».
- «Головною метою (в благодійництві) є допомога тим, хто й сам допомагатиме собі. Ані окремі особи, ані окремі народи не стануть кращими після отримання милостині».
- З інтерв'ю на початку 20 століття: «Не треба мені заздрити. Я багата людина, ну й що з того? Мені 60 і в мене нема здоров'я. Я віддав би усі свої мільйони, аби вони повернули мені молодість і здоров'я. Якби це було можливим, то я, як Фауст, продав би душу Дияволу і віддав би усе, аби прожити ще одне життя».

## Хронологія життя
- 1835 року — народився поблизу Единбурга (містечко Данфермлін) в родині ткача, Шотландія.
- 1848 р. — еміграція у США, де почав працювати на ткацькій фабриці.
- 1855 р. — помічник Томаса Скотта, голови Піттсбурзького відділення Пенсільванської залізниці.
- 1859 р. — сам отримав посаду голови Піттсбурзького відділення Пенсільванської залізниці в 24 роки.
- 1862 р. — фундував заснування компанії з будівництва залізних мостів «англ. Keystone Bridge Works».
- 1875 р. — відкрив 1-й у США завод з виробництва сталі «англ. Edgar Thomson Steel Works».
- З 1875 р. річний прибуток Е. Карнеґі досяг $ 1 млн.
- 1889 р. — створив голдинґ «англ. Carnegie Steel Company».
- 1892 р. — відбувся найбільший до того страйк працівників Е. Карнегі у США. Страйк жорстоко придушено — 9 людей вбито, 1.800 стали безробітними.
- 1900 р. — прибутки холдінга «Carnegie Steel» сягли позначки 40.000.000 доларів.
- 1901 р. — 66-річний Е. Карнеґі продає свій бізнес промисловому магнату на ім'я Джон Пірпонт Морган. Сам розпочинає благодійницьку діяльність.
- 1910 р. — заснував Фонд Карнегі для досліджень у галузі міжнародного права і просування ліберальних економік в країни, де їх немає.
- 1919 р. — помер у віці 83 роки від бронхопневмонії.

## Галерея

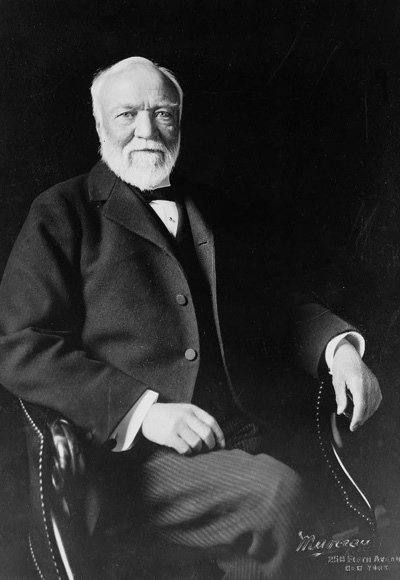
Ендрю Карнеґі
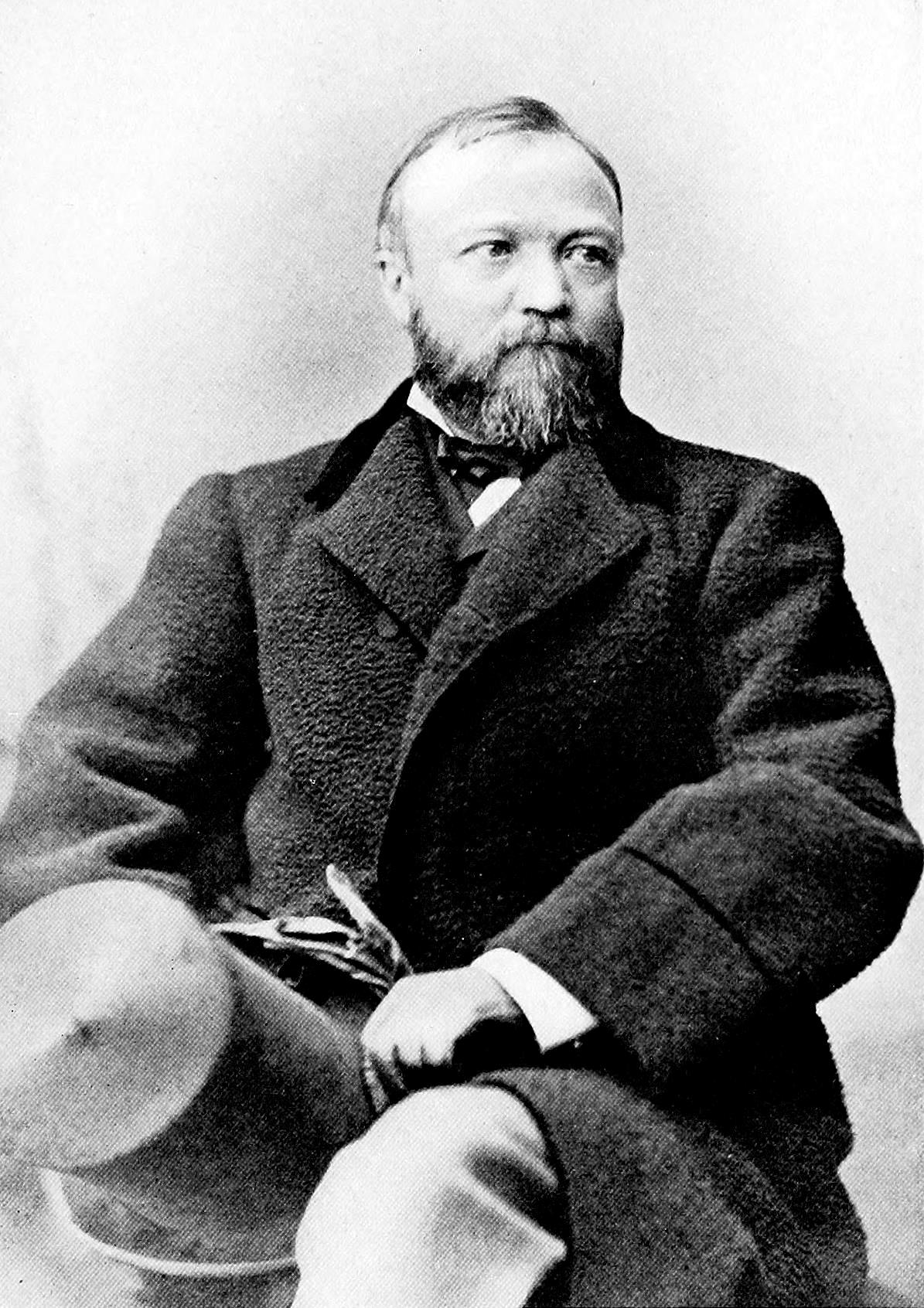
1878 р.
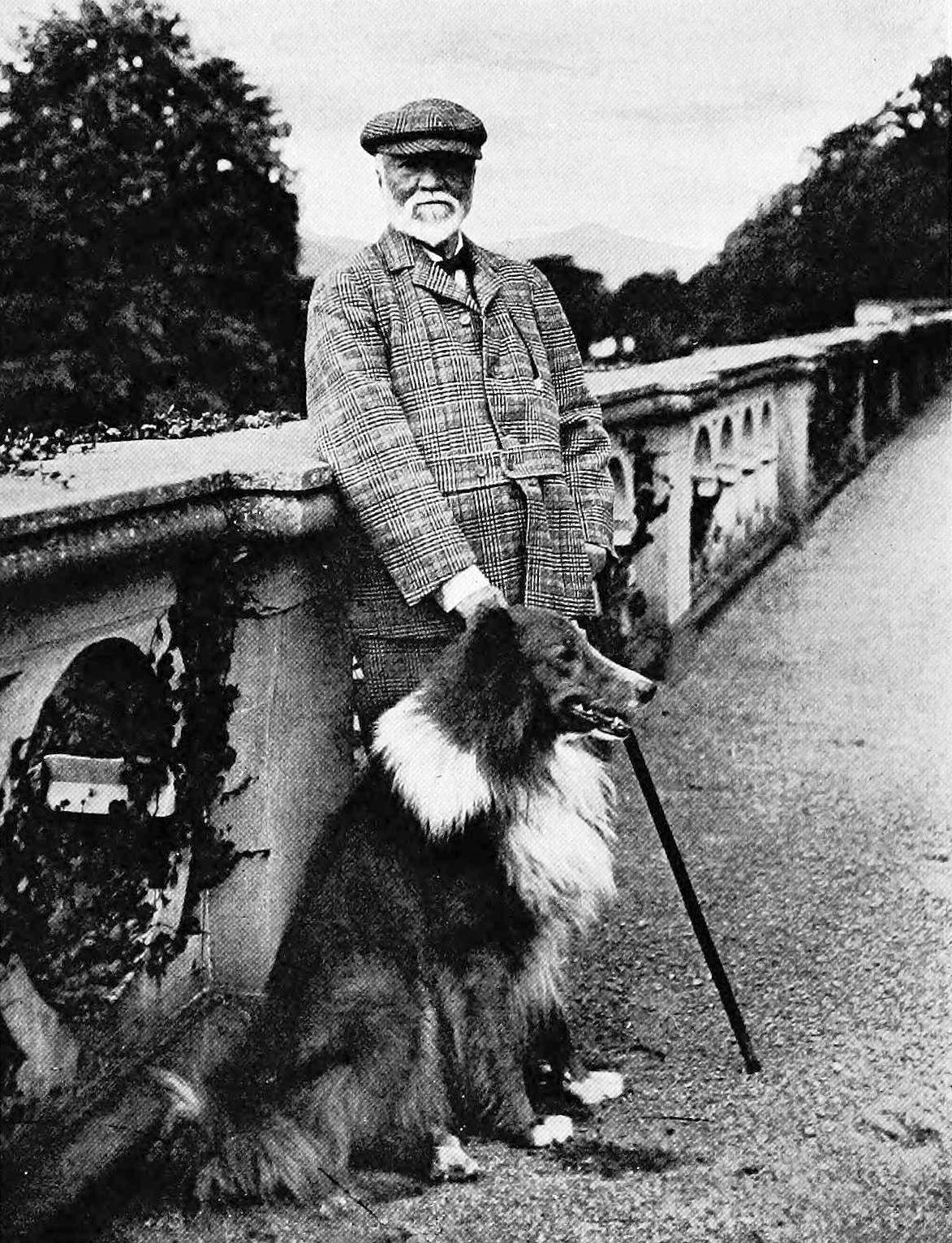
1914 р.
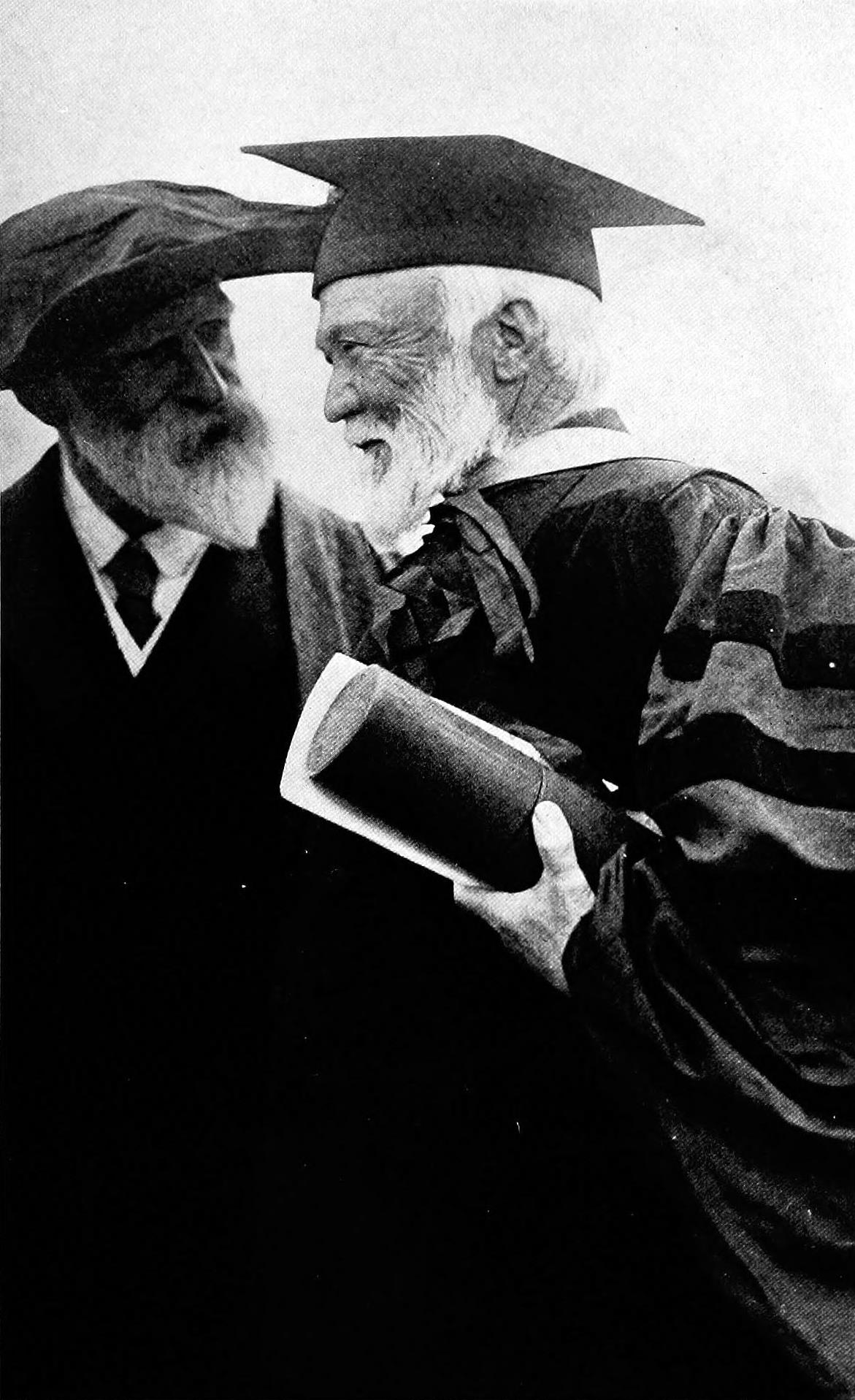
Джеймс Брайс і Ендрю Карнеґі
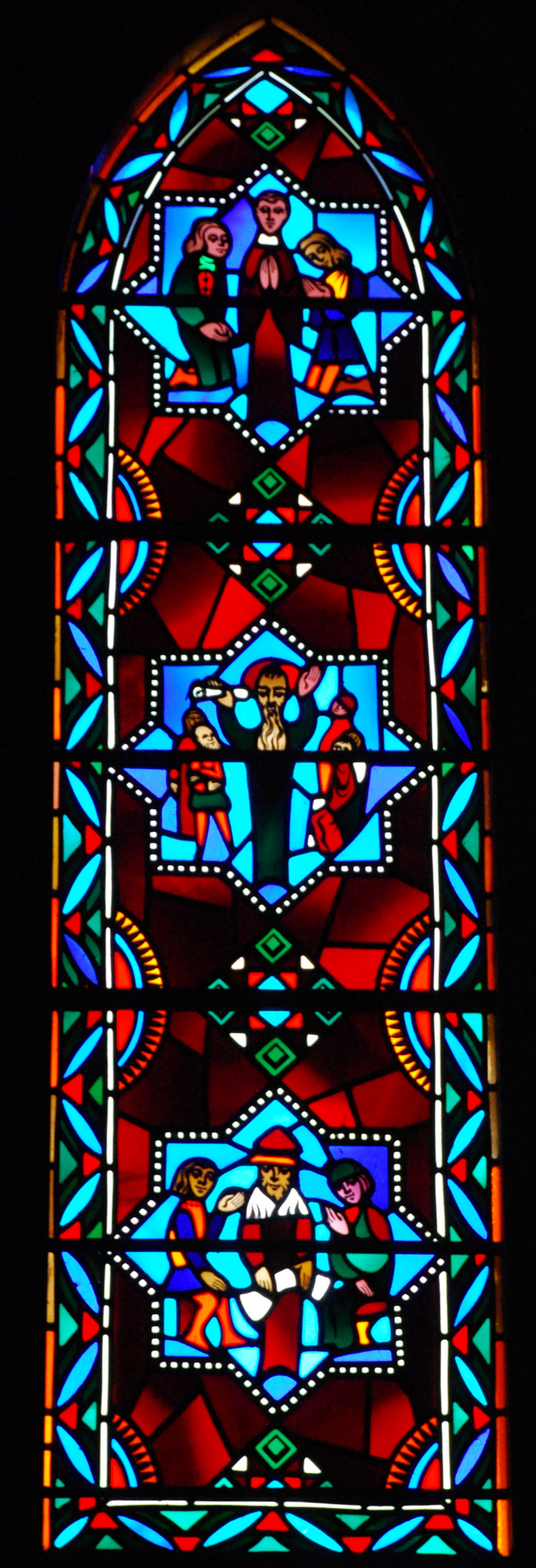
Вітраж на честь Ендрю Карнеґі в Національному кафедральному соборі